# Calgary National Bank Challenger 2023
Der Calgary National Bank Challenger 2023 war ein Tennisturnier der ITF Women’s World Tennis Tour 2023 für Damen und ein Tennisturnier der ATP Challenger Tour 2023 für Herren in Calgary. Die Turniere fanden parallel vom 6. bis 12. November 2023 statt.